# Beatriz Becerra
Beatriz Becerra Basterrechea (ur. 14 listopada 1966 w Madrycie) – hiszpańska marketingowiec i polityk, deputowana do Parlamentu Europejskiego VIII kadencji.

## Życiorys
Ukończyła studia licencjackie z zakresu psychologii przemysłu na Uniwersytecie Complutense w Madrycie. Uzyskała następnie m.in. dyplom MBA oraz magisterium z zakresu zarządzania zasobami ludzkimi. Pracowała na różnych stanowiskach w działach marketingu i komunikacji międzynarodowych koncernów (m.in. CBS, Paramount Pictures, Disney i Sony). Była również konsultantką hiszpańskiego oddziału organizacji pozarządowej Action Internationale Contre la Faim. W 2008 dołączyła do partii Związek, Postęp, Demokracja, wchodząc w skład jej władz krajowych. W 2014 z ramienia tego ugrupowania została wybrana na posłankę do PE VIII kadencji.